# Małgorzata Pskit

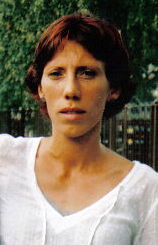
Małgorzata Pskit 2007

Małgorzata Pskit (* 25. Mai 1976 in Łódź) ist eine ehemalige polnische Hürdenläuferin, die sich auf die 400-Meter-Distanz spezialisiert hatte. Sie wurde wegen ihrer Sprintstärke auch des Öfteren in der 4-mal-400-Meter-Staffel eingesetzt.
2001 erreichte sie bei den Weltmeisterschaften in Edmonton das Halbfinale und kam mit der polnischen Stafette auf den siebten Platz. Kurz danach gewann sie über 400 Meter Hürden Silber bei der Universiade in Peking. Bei den Europameisterschaften 2002 in München wurde sie Sechste und gewann mit der polnischen 4-mal-400-Meter-Stafette Bronze, bei den Weltmeisterschaften 2003 in Paris/Saint-Denis schied sie im Halbfinale aus und wurde in der Staffel Fünfte.
2004 kam sie in der Staffel bei den Hallenweltmeisterschaften in Budapest auf den vierten Platz. Bei den Olympischen Spielen in Athen drang sie über 400 Meter Hürden ins Halbfinale vor und belegte mit der polnischen Stafette den fünften Platz.
Im Jahr darauf folgte einer Staffelsilbermedaille bei den Halleneuropameisterschaften in Madrid ein achter Platz über 400 Meter Hürden bei den Weltmeisterschaften 2005 in Helsinki. 2006 belegte sie bei den Hallenweltmeisterschaften in Moskau mit dem polnischen Staffelteam den vierten Platz.
Viermal wurde sie polnische Meisterin über 400 Meter Hürden (1998, 2001, 2004, 2008). In der Halle holte sie 2000 und 2006 den nationalen Titel über 400 Meter und 2001 den über 800 Meter.

## Persönliche Bestzeiten
- 400 m: 53,10 s, 13. Juli 2002, Sopot
  - Halle: 53,23 s, 4. März 2005, Madrid
- 800 m: 2:04,88 min, 7. September 2001, Grudziądz
  - Halle: 2:02,65 min, 6. Februar 2005, Spała
- 400 m Hürden: 54,75 s, 21. August 2004, Athen